# Payrin-Augmontel
Payrin-Augmontel is een gemeente in het Franse departement Tarn in de regio Occitanie en telt 2002 inwoners (1999). De plaats maakt deel uit van het arrondissement Castres.

## Geografie
De oppervlakte van Payrin-Augmontel bedraagt 12,8 km², de bevolkingsdichtheid is 156,4 inwoners per km².
De onderstaande kaart toont de ligging van Payrin-Augmontel met de belangrijkste infrastructuur en aangrenzende gemeenten.

## Demografie
Onderstaande figuur toont het verloop van het inwonertal (bron: INSEE-tellingen).